# Lappula karelinii
Lappula karelinii är en strävbladig växtart som först beskrevs av Fischer och C. A. Meyer, och fick sitt nu gällande namn av Rudolf V. Kamelin. Lappula karelinii ingår i släktet piggfrön, och familjen strävbladiga växter. Inga underarter finns listade i Catalogue of Life.